# ناپلانوم
ناپلانوم (انگلیسی: Naplanum) اولین پادشاه مستقل دولت-شهر لارسا در خاور نزدیک باستان بود.وی از حدود سال ۱۹۶۱ تا ۱۹۴۰ ق.م حکومت کرد که هم‌زمان با حکومت ایبی-سین از سلسله سوم اور و دوران قحطی بزرگ بود.
تاریخ‌نگاران احتمال می‌دهند که نسل آتی پادشاهان لارسا از ناپلانوم باشد.